# Puchar Słowacji w piłce nożnej plażowej mężczyzn
Puchar Słowacji w piłce nożnej plażowej (słow. Slovenský pohár v plážovom futbale) – rozgrywki piłki nożnej plażowej mężczyzn, organizowane przez Słowacki Związek Piłki Nożnej oraz Słowacki Związek Sportów Plażowych.

## Mecze finałowe
| Sezon | Data finału                                           | Zwycięzca                                             | Wynik                                                 | Finalista                                             | Miejsce                                               |
| ----- | ----------------------------------------------------- | ----------------------------------------------------- | ----------------------------------------------------- | ----------------------------------------------------- | ----------------------------------------------------- |
| 1.    | 16.12.2017                                            | BSS base                                              | 2:0                                                   | BS Praga A                                            | Bratysława                                            |
| 2.    | 15.12.2018                                            | BSC Hustý                                             | 4:4, rz.k. 5:4                                        | Slavia Praga                                          | Bratysława                                            |
| 3.    | 28.12.2019                                            | BSC Gliwice                                           | 3:3, d. 2:0                                           | BSC Hustý                                             | Bratysława                                            |
| 2020  | W związku z pandemią COVID-19 puchar został odwołany. | W związku z pandemią COVID-19 puchar został odwołany. | W związku z pandemią COVID-19 puchar został odwołany. | W związku z pandemią COVID-19 puchar został odwołany. | W związku z pandemią COVID-19 puchar został odwołany. |
| 4.    | 29.01.2022                                            | BSC Hustý                                             | 4:2                                                   | BS ViOn Zlaté Moravce - Vráble                        | Bratysława                                            |
| 5.    | 17.12.2022                                            | Boca Gdańsk                                           | 5:3                                                   | UKS Milenium Gliwice                                  | Bratysława                                            |

## Triumfatorzy i finaliści Pucharu Polski
| Lp. | Nazwa klubu                        | Zdobywca | Finalista | Zdobywca trzeciego miejsca | Lata triumfów |
| --- | ---------------------------------- | -------- | --------- | -------------------------- | ------------- |
| 1.  | BSC Hustý                          | 2        | 1         | 1                          | 2018, 2021    |
| 2.  | BSC Gliwice / UKS Milenium Gliwice | 1        | 1         | 0                          | 2019          |
| 3.  | BSS base                           | 1        | 0         | 1                          | 2017          |
| 4.  | BSS base                           | 1        | 0         | 0                          | 2022          |
| 5.  | BS Praga A                         | 0        | 1         | 0                          | -             |
| 5.  | BS ViOn Zlaté Moravce - Vráble     | 0        | 1         | 0                          | -             |
| 7.  | Slavia Praga                       | 0        | 1         | 0                          | -             |
| 8.  | Artful BSC Bratysława              | 0        | 0         | 1                          | -             |
| 8.  | UKS Milenium Gliwice U-21          | 0        | 0         | 1                          | -             |
| 8.  | Senecký KPF                        | 0        | 0         | 1                          | -             |